# Hani Hanjour
Hani Saleh Hanjour (13. srpna 1972 – 11. září 2001) byl jeden z pěti mužů, které FBI označil jako únosce letu American Airlines 77 v teroristických útocích z 11. září 2001. Podle FBI řídil letadlo a narazil s ním do budovy Pentagonu.

## Život
Byl čtvrtý ze sedmi dětí, narozen v Taifu v Saúdské Arábii. Poprvé navštívil USA v roce 1990, kam přišel navštívit svého bratra do Tucsonu. Jeho bratr Abulrahman mu v Tucsonu sehnal byt a pomáhal mu s jeho 8-týdenním programem studie angličtiny na Univerzitě v Arizoně. 3. října 1991 se vrátil do Tucsonu, po dokončení programu zůstal v USA 4 týdny, pak se vrátil za rodinou do Taifu. Jako jediný únosce žil v USA a nebyl součástí hamburské buňky. Dalších 5 let strávil doma a pomáhal rodině na farmě. V roce 1996 cestoval do Afghánistánu pracovat pro pomocnou agenturu. V roce 1996 se vrátil do USA a žádal svého bratra znovu o pomoc. Abulrahman požádal rodinné přátele Susan a Adnan Khalil, jestli by ho neubytovali u sebe. Souhlasili, tak se stěhoval do Miramaru na Floridě. V květnu 1996 dostal vízum a do USA přiletěl 2. dubna 1996. Žil měsíc v Miramaru, kde mu Khalis poskytoval ubytování. Po útocích si Khalil vzpomněl, že byl opak Abulrahmana, oddaný náboženství, zatímco jeho bratr chodil na večírky a pil.
V dubnu 1996 se nastěhoval k hostitelské rodině v Oaklandu v Kalifornii, kde se zapsal do studie angličtiny na Holy Names College, poté se zapsal do Sierra Academy of Aeronautics, jenže měl problémy s financemi. V září opustil Oakland a přestěhoval se do Phoenixu, kde zaplatil 4,800 dolarů za lekce CRM v Scottsdale. Od instruktora Duncana Hastie dostával špatné známky a školu opustil znechucen, jeho žádost o vízum byla zamítnuta. 16. listopadu 1997 vstoupil opět do USA. Navštívil Floridu, před návratem do Phoenixu, kde bydlel s Bandarem al-Hazmim. V prosinci opět se účastnil CRM, ačkoliv odešel po pěti týdenním tréninku.

## 1998
Stále bydlel s Bandarem a v lednu podstoupil lekci v Arizona Aviation, kde získal komerční status pilota.
Po odstěhovaní od Bandara, Hanjour žil v několika bytech v Tempe, Mesa a Phoenixu a zapsal se do další letecké školy Sawyer School of Aviation, kterou navštívil 3 nebo 4krát. V únoru, podle finančních záznamů si Hanjour udělal výlet do Las Vegas. Informátor FBI Aukai Collins tvrdil, že s FBI mluvil o Hanjourových aktivitách v roce 1998, dal jim jméno, číslo telefonu a varoval je před muslimy chodící na pilotní kurzy. FBI přiznala, že platila Collinsovi, aby sledoval Islámské a Arabské komunity ve Phoenixu, ale odmítá, že Collins jim něco řekl o Hanjourovi. V srpnu 1998 podal žádost o půjčení malého letadla na Freeway Airport v Bowie v Marylandu, ale po třech zkouškách mu nebyli schopni letadlo půjčit.

## 1999
Bankovní účty zaznamenaly, že cestoval do Ontaria v Kanadě v květnu 1999 z neznámých důvodů. Hanjour získal licenci FAA komerčního pilota v dubnu 1999, ale po jeho návratu do Saúdské Arábie nebyl schopen tuhle práci vykonávat, řekl své rodině že jde do SAE hledat práci. 28. dubna se vrátil do USA, ale není jisté kam šel. Podle výběru peněz z banky byl zase zpátky v Arizoně.

## 2000
V květnu 2000 nějaká třetí osoba doprovázela Salema Al Hazmiho a Al Mihdhara do Sorbit's Flying Club, kde čekali až dokončí pilotní lekce. Ta třetí osoba mohl být Hanjour. V září Hanjour poslal 110 dolarů do Holy Names College v Oaklandu, kde pokračoval ve studiích angličtiny. To taky použil pro další studentské vízum. Po útocích bylo řečeno že jeho žádost o vízum byla podezřelá. 5. prosince si Hanjour otevřel účet v CitiBank v Deira v Dubaji. 8. prosince zaznamenán let do Cincinnati v Ohiu a tam se možná setkal s Nawafem al Hazmim v San Diegu.

## 2001
V prosinci 2000 se vrátil do San Diega, často navštěvoval dům Abdussattara Shaikha, který bydlel s Nawafem Al Hazmim a Khalidem al-Midharem. Možná byl i v zoo v San Diegu v únoru, ochranka si vzpomíná, že vyzvedli ztracený kufřík, obsahující hotovost, arabské dokumenty a později popsali jeho fotku. Krátce na to se 3 únosci nastěhovali do domu Shaikha ve Falls Church ve Virginii.
Podle Jazykového centra v Holy Names College Hanjour dosáhl postačující úrovně anglického jazyka. V únoru 2001 letecká škola v Arizoně 5x poslala zprávu FAA, protože jeho angličtina byla neadekvátní pro certifikát komerčního pilota. Trvalo mu 5 hodin složit zkoušku. Hanjour nedokončil UA lekce angličtiny s 0. 26 GPA a JetTech manažer říká "Neuměl vůbec létat." Jeho FAA certifikát se stal neplatným v roce 1999, když nepodstoupil povinnou lékařskou prohlídku. V únoru, Hanjour začal trénink na simulátoru. 2. května se k němu připojili 2 noví spolubydlící. Moqed a Ahmed Al Ghamdi, když právě přistáli v USA.
V San Diegu se Hanjour a al-Hazmi setkali s Eyadem Alrababahem, Jordáncem falšující dokumenty; řekli mu, že hledají byt v pronájmu. Alrababah se jim snažil najít byt v pronájmu v Patersonu v New Jersey, ale neúspěšně. Navrhl jim, aby se podívali po bytech ve Fairfieldu v Connecticutu. 8. května, Alrababah, Hanjour, al-Hazmi, Moqed a al-Ghamdi se jedou do Fairfieldu ubytovat. Tady také obvolali několik místních leteckých škol. Pak odjeli do Patersonu podívat se na nějaké dobré místo. Rababah s tím byl spokojen a od té doby je neviděl.
Někdy koncem května 2001, si Hanjour pronajal jednopokojový byt v Patersonu. Bydlel tady minimálně s jedním spolubydlícím a byl navštěvován dalšími únosci, včetně Mohammeda Atty. V této době v New Jersey, on a Al-Hazmi si pronajali 3 různá auta včetně Sedanu v červnu, Hanjour pod jménem Hani Saleh Hassan. Později naposled zavolal své rodině do Saúdské Arábie, tvrdil, že volá z automatu ze SAE, kde pořád pracoval.
Hanjour sám jel do Las Vegas někdy v létě 2001, kde údajně pil alkohol, hrál, a prováděl další neřesti.
1. srpna, Hanjour a Almihdhar se vrátili do Falls Church, aby obdrželi falešné dokumentace z obchodu 7-11, tam se prováděli nelegální činnosti. Potkali se tam s Luisem Martinezem-Floresem, ilegálním imigrantem, který chtěl po nich 100 dolarů. Odvezli ho do kanceláře úřadu motorových vozidel blízko Springfieldu ve Virginii, kde jim Martinez-Flores dal falešné adresy ve Falls Church a podepsal doklad, že tam bydlí. Hanjourovi a Almihdharovi byly uděleny státní občanské průkazy. (Martinez-Flores si za to později odseděl 21 měsíců ve vězení a navíc křivě svědčil policii).
Ve stejný den, byl Hanjour zastaven policií za překročenou rychlost. Jel 55 mph v úseku 30 mph v Arlingtonu, za to zaplatil pokutu 70 dolarů.
Zaměstnanci Advance Travel Service v Totowě v New Jersey později tvrdili, že Hanjour a Moqed si tu koupili letenky. Hanjour prý mluvil slabě anglicky a většinou tedy mluvil Moqed. Hanjour si zažádal o sedadlo ve předních řadách. Po potížích s kreditkartou museli peníze donést v hotovosti. Zaplatili celkem $1842. 25 v hotovosti. Tohle je ale v rozporu s tvrzením, že Hanjour si letenku nekoupil vůbec.
Hanjour si zkoušel půjčit malou Cessnu 172 z Freeway Airport v Marylandu, ale nepůjčili mu ji, protože měl špatné pilotní dovednosti. 1. září se přesunul do bytu v New Jersey a za 5 dní byl natočen kamerou z bankomatu s Majedem Moqedem v Laurelu v Marylandu, kde si všech 5 únosců koupilo jednotýdenní kartu do posilovny Gold Gym, tam Hanjour tvrdil, že jeho první jméno znamená válečník, poté se zaměstnanci posilovny sháněli po nějakém anglickém překladateli, který by jim přeložil arabská jména. (Hani je vlastně přeloženo jako "spokojený")
10. září 2001, Hanjour, al-Mihdhar, a al-Hazmi se zapsali do Marriott Residence Inn v Herndonu ve Virginii, kde byl také Saleh Ibn Abdul Rahman Hussayen, saúdský ministr. Není žádný důkaz o tom, že se potkali nebo že se znali.
11. září 2001, Hani Hanjour nastoupil na Let 77 v 7:50. Některé zprávy uvádí, že neměl letenku, ačkoliv byl zapsán na sedadle 1B, kde je uváděno, že měl letenku z Advance Travel Service v Totowě. V záznamu z bezpečnostní kamery vydaného v roce 2004, Hanjour prošel přes detektor kovu bez spuštění. Spekuluje se, zda vůbec na té pásce je Hanjour, muž je sice podobný Hanjourovi, podle vousů (všichni únosci se údajně den předtím oholili), a měl jiný účes. Ve zprávě od NBC, byla jiná osoba identifikována a ukázána jako Hanjour a která zároveň sedí jeho profilu. V soudním procesu s Moussaouim byla páska ukázána, Hanjour byl identifikován jako muž s bílým tričkem a zároveň to bylo shodné se zprávou NBC.
Hanjour pilotoval Let 77. Licenci komerčního pilota obdržel v roce 1999 a podle instruktora, měl Hanjour špatné hodnocení a vůbec netuší jak mohl s uneseným letadlem narazit do budovy.
Když FBI poprvé 14. září vydal seznam únosců, Hanjour nebyl na seznamu. Místo něho byl na seznamu Mosear Caned. Seznam byl později opraven.